# Göd
Göd é uma cidade da Hungria, situada no condado de Peste. Tem 24,44 km² de área e sua população em 2019 foi estimada em 18.218 habitantes.